# Ochthera manicata
Ochthera manicata är en tvåvingeart som först beskrevs av Fabricius 1794.  Ochthera manicata ingår i släktet Ochthera och familjen vattenflugor. Arten är reproducerande i Sverige. Inga underarter finns listade i Catalogue of Life.